# 瀧野川女子学園中学校・高等学校
瀧野川女子学園中学校・高等学校 （たきのがわじょしがくえんちゅうがっこう・こうとうがっこう）は、東京都北区上中里一丁目に所在する私立の女子中学校・高等学校である。高等学校においては、中学校から入学した中高一貫コースの生徒と高等学校から入学した外部進学の生徒がいる併設型中高一貫校である。

## 概要
先進的なICT教育に力を入れており、全生徒全教員がA4サイズのiPad ProとApple Pencilを使用して授業が行われている。また、2015年度から学校独自設置科目「創造性教育」を実施しており、自分の中にあるキャリアビジョンの発見と、プロダクティブな創造性と起業家精神の育成を目標としている。世界最先端のデザイン思考（Design thinking）を取り入れ、アイデアを新しい仕事へと結びつけていく考え方も身につけていくことで、これからの社会でも、企業でも求められる、新しい仕事を創り出せる女性を育てる教育が行なわれている。2019年度からは「黒板の無い教室」として、全普通教室から黒板を取り除き、黒板の代わりとなる大型モニター2台と、壁一面をホワイトボードの壁にリニューアルした教室で授業が行われている。
国際教育にも力を入れており、ネイティブ教員6名と日本人英語教員6名（2020年実績）がチームを組んで生徒の4技能（聞く、話す、読む、書く）を育んでいる。ネイティブ教員のうち4名は英語教育の特別免許状を取得しているため、オールイングリッシュでの英語の授業を選択することができる。中高一貫1年次と高校1年次（中高一貫4年次）には福島県にあるBritish Hills語学研修、高校2年次（中高一貫5年次）にはハワイ諸島修学旅行が全員参加であり、希望者には米国姉妹校への2週間の語学研修や1年間の正規留学、カナダ語学学校への3週間の語学研修プログラムが用意されている。
グローバル社会だからこそ大人の日本女性として自信を持って振る舞えるよう、礼法・華道・茶道の授業を必修科目としている。創立者が自ら教えた伝統の授業であり、礼法は小笠原流弓馬術礼法、華道は古流松藤会、茶道は江戸千家の流派を学ぶ。さらに華道に関しては、全ての授業を終えると当該流派の免状を取得できる。
2026年に創立百周年を迎える伝統校として、創立時から受け継がれる「女性が望むような人生を手に入れることのできる学校」を大切にし、さらに時代とともに変わる最先端の教育を追求している。「生徒たちの心の成長」を最も大切にしており、体験型の教育が多いのも特徴である。

## 沿革
- 1926年（大正15年） - 瀧野川実科女学校 創立
- 1931年（昭和6年） - 瀧野川高等実科女学校 設立
- 1946年（昭和21年） - 瀧野川高等女学校 設置
- 1947年（昭和22年） - 瀧野川中学校（新制中学校） 設置
- 1948年（昭和23年） - 瀧野川高等学校（新制高等学校） 設置
- 1951年（昭和26年） - 学校法人瀧野川女子学園（私立学校法による） 発足

## 校訓
剛く、正しく、明るく

## 理念
人は自由であるべき、望む人生を誰もが手に入れるべき。女性であってもそれは変わらない。一人一人の女性が、自分の望む人生を手に入れるための心構えと能力を身につけ、自分の望む仕事を通して、社会に活躍貢献できる教育を実現すること。

## 校章
創立時制定のカタバミの葉を意匠化した校章。カタバミは古来、鏡を磨く際に使われた別名「鏡草」。「心を磨きなさい」とのメッセージが込められている。

## 校旗
中央に配置した校章を国の花であるヤマザクラが取り囲む創立時制定の校旗。ヤマザクラの花言葉は「あなたに微笑む」。「心を磨きなさい。思いは叶います。」との創立者の思いが込められている。

## 教育目標
- 知性や個性を伸ばし、豊かな人間を育てる。
- 正しい価値を判断する力をもち、主体性のある女性を育てる。
- 心身ともに健康で、よりよい社会の形成者を育てる。

## 部活動
- チアダンス部
- ダンス部
- 硬式テニス部
- バドミントン部
- バスケットボール部
- 陸上競技部
- バレーボール部
- バトン部
- 剣道部
- カバディ同好会
- 美術部
- 書道部
- 華道部
- 吹奏楽部
- 演劇部
- 箏曲部
- 茶道部
- 文芸部
- 合唱部
- 漫画研究部
- 軽音楽研究部
- ギターミュージック同好会
- 放送同好会
- たきtube同好会

## 著名な出身者
芸能人
- 未來貴子 - 女優
- 谷口紗耶香 - モデル
- 渡辺舞 - タレント
- 深町彩里 - 声優
- 富永ユキ - 歌手、女優
- 飯島愛[注 1] - タレント、作家 、女優（中退）
- 茅島成美 - 女優（中退）

アナウンサー
- 煙山ゆう - LuckyFM茨城放送

## 制服
2014年度モデルチェンジ。

## 交通
- JR京浜東北線 上中里駅 徒歩2分
- 東京メトロ南北線 西ケ原駅 徒歩8分
- JR山手線・東京メトロ南北線 駒込駅 徒歩12分